# Posvátná tradice

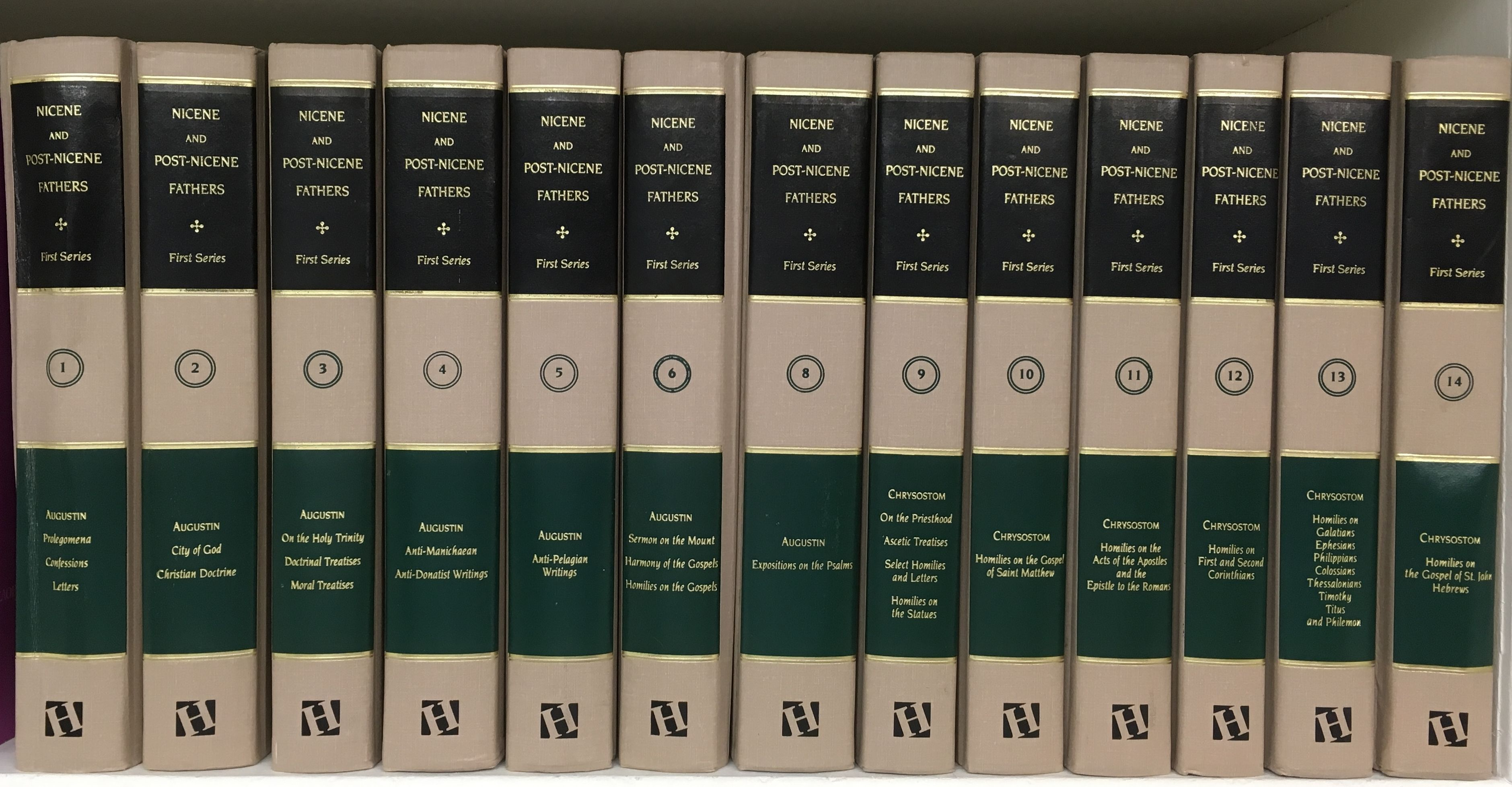
Nikájští a postnikájští otcové, svazek spisů církevních otců

Posvátná tradice je teologický termín používaný v křesťanské teologii. Podle teologie katolické, pravoslavné, starobylých východních církví a asyrské církve je posvátná tradice základem doktrinální a duchovní autority křesťanství a Bible. Bible tedy musí být vykládána v kontextu posvátné tradice a v rámci církevního společenství. Anglikánská a metodistická církev považují tradici, rozum a zkušenost za zdroje autority, ale podřízené Písmu – tento postoj je znám jako prima scriptura, což je v protikladu k luteránské a reformované tradici, které učí, že pouze Bible je dostatečným/neomylným základem pro veškeré křesťanské učení – tento postoj je znám jako sola scriptura.
Pro mnoho křesťanských denominací jsou součástí posvátné tradice spisy přednicejských, nicejských a postnicejských otců.

## Používání termínu
Slovo tradice pochází z latinského trado, tradere, což znamená „předat, předat, odkázat“. Podle katolické teologie apoštol Pavel nabádal věřící, aby „pevně stáli a drželi se tradic, kterým jsme vás naučili buď ústně, nebo naším listem.“ Pavlovy listy tvoří součást Písma svatého; to, co předal „ústně“, je součástí posvátné tradice, předávané od apoštolů. Obojí je inspirovaným Božím slovem; to druhé napomáhá porozumění tomu prvnímu. Posvátná tradice nemůže být nikdy v rozporu s Písmem svatým. Protestanti poznamenávají, že verš říká, že buď slovem z úst, nebo dopisem, ale ne že jedno vykládá druhé. Zdůrazňují také zmínku o „my“ v úryvku, který pochází přímo z úst apoštolů.

## Historie
Mezi nejstarší příklady teologického odvolávání se na tradici patří reakce raného ortodoxního křesťanství na gnosticismus, hnutí, které používalo některé křesťanské spisy jako základ svého učení. Irenej z Lyonu zastával názor, že „pravidlo víry“ („κανών της πίστης“) uchovává církev díky historické kontinuitě (výkladu a učení) s apoštoly. Tertulián tvrdil, že ačkoli výklady založené na četbě celého Písma svatého nejsou náchylné k omylu, správným vodítkem je tradice. Atanáš se domníval, že arianismus upadl do omylu především tím, že se nedržel tradice.
V moderní době vědci jako Craig A. Evans, James A. Sanders a Stanley E. Porter studovali, jak posvátnou tradici v hebrejské Bibli chápali a používali novozákonní autoři k popisu Ježíše.

## Pravoslavná církev
V pravoslavné teologii je posvátná tradice inspirovaným Božím zjevením a katolickým učením (řecky katholikos, „podle celku“) církve, nikoli nezávislým zdrojem dogmatické autority, který by byl považován za doplněk biblického zjevení. Tradice je spíše chápána jako plnost božské pravdy hlásané v Písmu, uchovávané apoštolskými biskupy a vyjadřované v životě církve prostřednictvím takových věcí, jako je Božská liturgie a svatá tajemství (eucharistie, křest, manželství atd.), Vyznání víry a další doktrinální definice prvních sedmi ekumenických koncilů, kanonická křesťanská ikonografie a posvěcené životy zbožných mužů a žen.
Pro pravoslavného křesťana existuje jediná tradice, tradice Církve, která zahrnuje Písmo svaté a učení církevních otců. Jak vysvětluje Atanáš Alexandrijský: „Podívejme se na samotnou tradici, učení a víru katolické církve od samého počátku, kterou Logos dal (edoken), apoštolové hlásali (ekeryxan) a Otcové uchovávali (efylaxan). Na tom je církev založena (tethemeliotai)“. (Svatý Atanáš, „První list Serapionovi“, 28).
Posvátná tradice pro pravoslavné je odkaz víry, který Ježíš předal apoštolům a který se v Církvi předává z generace na generaci bez doplňování, pozměňování nebo odebírání. Vladimír Losskij popsal tradici jako „život Ducha svatého v církvi“, který je dynamický v aplikaci, ale neměnný v dogmatech. Rozvíjí se ve svých projevech, ale ve své podstatě je stále stejná. Pravoslavní věří, že tradice je spíše ta víra, která byla jednou předána, jak je chápána v kontextu prožívaných dějin. Tradice je darem Ducha svatého, živou zkušeností, která se v průběhu času znovu prožívá a obnovuje.
Georgij Vasiljevič Florovskij napsal: 
Tradice není principem, který usiluje o obnovu minulosti a používá minulost jako kritérium pro současnost. Takové pojetí tradice odmítají samotné dějiny i vědomí pravoslavné církve. Tradice je neustálé setrvávání Ducha, a ne pouze paměť slov. Tradice je charismatická, nikoliv historická událost. (Florovskij, Georgij. „Katolicita Církve“, in: Bible, Církev, Tradice, s. 47.)

## Katolická církev
Katoličtí věřící věří, že učení Ježíše a apoštolů bylo zachováno v Písmu svatém i ústním podáním. Toto neustálé předávání tradice se nazývá „živá tradice“; věří se, že jde o věrné a neustálé předávání učení apoštolů z jedné generace na druhou. Ta „zahrnuje vše, co přispívá ke svatosti života a růstu víry Božího lidu; a tak církev ve svém učení, životě a bohoslužbě [vyznání víry, svátosti, magisterium a mše svatá] zvěčňuje a předává všem generacím vše, čím sama je, co věří.“ Poklad víry (latinsky fidei depositum) označuje celek Božího zjevení. Podle římskokatolické teologie tvoří dva zdroje zjevení jediný „depozit víry“, což znamená, že celek božského zjevení a depozit víry je předáván dalším generacím v Písmu svatém a posvátné tradici (prostřednictvím učitelského úřadu a výkladu církevního magisteria (které tvoří církevní biskupové ve spojení s papežem, obvykle probíhající synody a ekumenické koncily).
Katolická církev nahlíží na tradici v podstatě stejně, jako na předávání téže apoštolské víry, ale na zásadní rozdíl od východního pravoslaví katolicismus zastává názor, že jednou předaná víra a její chápání se v průběhu času dále prohlubuje a zraje působením Ducha svatého v dějinách církve a v chápání této víry křesťany, přičemž zůstává totožná ve své podstatě a obsahu.
V oblasti morální teologie se podle Marka D. Jordana středověké texty jevily jako nekonzistentní. Podle Giovanniho Cappelliho bylo před šestým stoletím církevní učení o morálce nesoudržné. Podle Johna T. Noonana „dějiny nemohou ponechat nějaký princip nebo učení nedotčené; každá aplikace na určitou situaci ovlivňuje naše chápání principu samotného“.

### Dei Verbum
Druhý vatikánský koncil učil o tradici, Písmu a magisteriu v Dei Verbum, č. 10:
Posvátná tradice a Písmo svaté tvoří jeden posvátný odkaz Božího slova, který je svěřen církvi. Držíce se tohoto depozita, zůstává celý svatý lid spojený se svými pastýři vždy pevně v učení apoštolů, ve společném životě, v lámání chleba a v modlitbách (viz Sk 2, 42 (Kral, ČEP), řecký text), takže držení, uplatňování a vyznávání dědictví víry se stává ze strany biskupů a věřících jediným společným úsilím.
Úkol autenticky vykládat Boží slovo, ať už psané nebo předávané, byl však svěřen výhradně živému učitelskému úřadu církve, jehož autorita je vykonávána ve jménu Ježíše. Tento učitelský úřad nestojí nad Božím slovem, nýbrž mu slouží, učí pouze to, co bylo předáno, zbožně mu naslouchá, svědomitě ho střeží a věrně vykládá v souladu s božským pověřením a s pomocí Ducha svatého čerpá z tohoto jediného depozita víry vše, co předkládá k věření jako božsky zjevené.
Je tedy zřejmé, že posvátná tradice, Písmo svaté a učitelský úřad církve jsou v souladu s nejmoudřejším Božím záměrem tak propojeny a spojeny, že jedno bez druhého nemohou obstát a že všechny společně a každá svým způsobem pod působením jediného Ducha svatého účinně přispívají ke spáse duší.
Veškeré učení katolické církve tedy vychází buď z tradice, nebo z Písma, nebo z magisteria, které vykládá tradici a Písmo. Tyto dva zdroje, tradice a Písmo, jsou vnímány a považovány za jeden zdroj Božího zjevení, který zahrnuje jak Boží skutky, tak Boží slova: 
Tento plán zjevení se uskutečňuje prostřednictvím skutků a slov, které jsou ve vnitřní jednotě: skutky, které Bůh vykonal v dějinách spásy, zjevují a potvrzují učení a skutečnosti označené slovy, zatímco slova hlásají skutky a objasňují tajemství v nich obsažené. (Dei Verbum, 2)
Magisterium má za úkol autoritativně rozhodovat o tom, které pravdy jsou součástí posvátné tradice. 

## Luteránství a reformační křesťanství
Luteránská a reformační tradice křesťanství tvrdí, že jedině Bible je zdrojem křesťanského učení. Tento postoj nepopírá, že Ježíš nebo apoštolové kázali osobně, že jejich příběhy a učení byly v raně křesťanské éře předávány ústně nebo že pravda existuje i mimo Bibli. Pro dnešní křesťany sola scriptura je však toto učení zachováno v Bibli jako jediném inspirovaném médiu. Protože podle názoru křesťanů sola scriptura jiné formy tradice neexistují v ustálené podobě, která by zůstávala konstantní ve svém předávání z generace na generaci, a nelze se na ně odvolávat ani je citovat v jejich čisté podobě, neexistuje způsob, jak ověřit, které části „tradice“ jsou autentické a které ne.

## Anglikánství a metodismus
Prima scriptura je zastávána anglikánskou a metodistickou tradicí křesťanství, podle nichž je Písmo svatým primárním zdrojem křesťanské nauky, ale „tradice, zkušenost a rozum“ mohou křesťanské náboženství rozvíjet, pokud jsou v souladu s Biblí.
Anglikánská církev uznává apoštolskou tradici, kterou lze nalézt ve spisech prvních církevních otců, v dekretech sedmi ekumenických koncilů, ve vyznání víry a v liturgické bohoslužbě církve.